# 금갑연대봉연대
금갑연대봉연대는 전라남도 진도군 의신면 금갑리, 연대산에 있는 연대지(烟台址)이다. 2012년 2월 29일 진도군의 향토문화유산(유형유산) 제17호로 지정되었다.

## 개요
금갑연대봉연대는 진도군 의신면 금갑리 연대산에 있는 연대지(烟台址)이다.
전라남도 진도군 의신면 송정리에서 죽림리로 가는 도로를 따라가다 보면 접도로 들어가는 길이 있다. 이 길을 따라 300m 정도 가다보면 도로 우측에 금갑리 연대지 안내판이 보인다. 기존 조사에서는 사구미 연대지로 보고되었다가 행정명에 따라 금갑리 연대지로 정정되었다. 횃불이나 연기를 피워 중앙으로 소식을 전달했던 연대는 높이 1m 내외, 직경 10m 정도의 원형 연대이다.
연대산은 금갑리 서쪽으로 돌출해 있으면서 전방에 접도, 목섬, 황범도 등이 외호하고 있어 자연적인 내해를 형성하고 있다. 따라서 이곳의 자연암반에 구축된 연대는 외부로부터 은폐·엄폐되어 있으면서도 잘 조망되므로 천연의 조건을 갖추고 있다. 그러나 이미 『대동지지(大東地志)』에 훼철기사가 나오는 것으로 보아 오래 전에 훼철된 것으로 보인다. 현재의 유구상태는 엉성하기 그지없다. 북편에 몇 단의 석축이 보일 뿐 대부분 도괴되어 원형을 파악하기조차 어렵다. 연대산의 동쪽에는 금갑진성이 소재한다.